# Mario Escobar Velásquez
Mario Escobar Velásquez (Támesis, 25 de noviembre de 1928- Medellín, 17 de abril de 2007) fue un cuentista y novelista colombiano, ganador del Premio Nacional de Novela Vivencias en 1979 y autor de más de 15 libros, entre los que destaca la novela Cuando pase el ánima sola, ganadora del premio nacional de Novela. Gozó de poca fama en vida, pero tuvo amplio reconocimiento como crítico, profesor de literatura y director de uno de los talleres de escritura creativa más importantes en la historia de Medellín. 
Dirigió la revista Lanzadera de Coltejer desde la edición No 90 hasta la No 355. Fue director de los siguientes talleres: Taller de Escritores Universidad de Antioquia, Taller de Escritores el Instituto Politécnico Colombiano y Taller de Escritores en Asmedas.
Obtuvo el Premio Nacional de Literatura Vivencias con la novela Cuando pase el ánima sola y el Premio Internacional de Cuento Fernando González con el cuento “¿Te acuerdas, Margaritón?”. Recibió en el año 2000 el Premio a las Artes y las Letras del Departamento de Antioquia. En junio de 2017 el fondo editorial de la Universidad EAFIT comenzó la reedición de la mayor parte de su obra.

## Obra publicada
Novelas
- Cuando pase el ánima sola, 1979
- Un hombre llamado Todero, 1980
- Marimonda, 1985
- Toda esa gente, 1985
- En las lindes del monte, 1987
- Historias del bosque hondo, 1989
- Canto rodado, 1991
- Cucarachita Nadie, 1993
- Tierra de cementerio, 1995
- Muy Caribe está, 1999
- Música de aguas, 2007

Colecciones de cuento
- Con sabor a fierro y otros cuentos, 1991
- Relatos de Urabá, 2005
- Cuentos completos, 2 volúmenes, 2006

No ficción
- Urabá, en hechos y en gentes 1502-1980, 1999
- Diario de un escritor: extractos, 2001

Otros
- Antología comentada del cuento antioqueño, 1986
- Reportajes a la literatura colombiana, 1990 (con: Reinaldo Spitaletta)
- Historias de animales, 1994 (incluye: En las lindes del monte, Historias del bosque hondo y Marimonda)
- Vida puta, puta vida, 1996 (con: Reinaldo Spitaletta)

Póstumas
- Chofer de taxi, novela, 2015
- Historias de animales, 2015
- Itinerario de afinidades: perfiles, ensayos, 2015
- Gentes y hechos de la aviación en Antioquia, historia, 2017
- Tierra nueva, novela, 2019

## Distinciones
- Premio Nacional de Novela vivencias (1979)
- Premio Internacional de Cuento Fernando González
- Premio a las Artes y las Letras del Departamento de Antioquia (2000)[2]